# Friedrich Maler
Friedrich Maler (* Oktober 1799 in Müllheim; † 1. November 1875 in Venedig) war ein deutscher Architekt, Diplomat, Kunstsammler und Kunstagent.

## Familie und Militärische Laufbahn
Friedrich Maler stammte aus einer weit verzweigten und angesehenen badischen Familie. Sein Vater war der markgräflich badische Hofrat und Rentkammerpräsident Karl Maximilian Maler (1758–1809).
1838 heiratete er Wilhelmine Schwarz aus Rottweil. Aus der Ehe gingen zwei Kinder, Theobert und Erwina, hervor. Nach dem Tod seiner Frau heiratete er 1865 die 23 Jahre alte Aloisia Antonia Verständig. Beide Ehen wurden zuvor vom Großherzoglich Badischen Kriegsministerium auf Antrag genehmigt.
Maler begann seinen Militärdienst am 1. Februar 1816 als Junker beim badischen Dragoner-Regiment v. Geusau Nr. 2. Am 18. August 1816 wurde er zum Secondelieutenant befördert. Im März 1823 stürzte er im Dienst vom Pferd, wurde beurlaubt und am 4. Februar aus dem Militärdienst unter Bezug eines Wartegeldes entlassen. Am 25. Januar wurde Maler zum Rittmeister à la suite der Kavallerie befördert und am 26. August 1846 zum Major à la suite der Kavallerie. Im Dezember 1849 stellte ein Ehrengericht fest, dass er sich vor und während der Badische Revolution vorwurfsfrei verhalten hat.

## Maler als Kunstagent und Sammler
Nach der Pensionierung begann er Architektur bei Friedrich Weinbrenner zu studieren. Nach Weinbrenners Tod bereiste er von 1826 bis 1828 Frankreich, England und Italien, von 1828 bis 1830 Spanien. In Italien hielt er sich vor allem in Rom auf. Er verfasste eine Arbeit über die Architektur in Spanien, wofür er mit der Goldmedaille für Kunst- und Gewerbefleiß ausgezeichnet wurde. Zudem wurde der junge Großherzog Leopold auf ihn aufmerksam. Maler wurde zum Rittmeister à la suite ernannt, doch eine Anstellung als Architekt blieb ihm verwehrt. 1834 erfolgte die Ernennung zum badischen und zugleich auch württembergischen und hessischen Geschäftsträger beim Heiligen Stuhl, 1837 wurden die Vollmachten auch auf das Königreich beider Sizilien ausgeweitet. Honoriert wurde er jedoch einzig für die Tätigkeit für Baden, weshalb die Stellung für ihn ein Zuschussgeschäft blieb. In Rom bewegte er sich im Umkreis der Männer, die 1829 das Istituto di corrispondenza archeologica gegründet hatten, so des preußischen Gesandten Christian Karl Josias von Bunsen, des Hannoveraner Geschäftsträgers August Kestner (der 1841 ein Porträt von Maler zeichnete), des dänischen Bildhauers Bertel Thorvaldsen, des Malers Johannes Riepenhausen Otto Magnus von Stackelberg und Pierre-Louis de Blacas d’Aulps. Den englischen Architekten William B. Clarke führte Maler 1840 in den Kreis ein. Maler selbst hatte genug Zeit in Rom, um sich neben den Amtsgeschäften archäologischen Studien zu widmen, und berichtete 1837 von sizilischen Gräbern und Malereien, wofür er eigene Zeichnungen anfertigte. Wie üblich wurde der Vortrag auch in den Schriften der Gesellschaft publiziert.
1837 erhielt Maler den Auftrag, für das in Gründung begriffene Kunstmuseum in Karlsruhe Antiken zu erwerben. Binnen etwa eines Jahres trug Maler in der Region bei Rom, Neapel, Ruvo, Agrigent und Palermo eine stattliche Sammlung von zum Teil überaus großer Qualität zu zudem vergleichsweise bescheidenen Preisen zusammen. Wahrscheinlich war daran die Cholera-Epidemie schuld, die viele Reisende und potentielle Käufer vor allem aus England aus den Ausgrabungsregionen fernhielt. Maler haushaltete so gut, dass er sein Budget von 6600 Gulden nicht überschritt. Während die wirtschaftlichen Unterlagen bis heute existieren, gingen die wissenschaftlichen Unterlagen schon früh verloren, weshalb heute leider die Herkunft der einzelnen Stücke nicht mehr leicht erschlossen werden kann. Nicht alle bei verschiedenen Besitzern erworbenen Stücke durften ausgeführt werden, da die Genehmigungen dafür nicht erteilt wurden und Maler zum Teil von eifersüchtigen anderen Sammlern am bourbonischen Hof behindert wurde. Ein Teil konnte nach Intervention des Großherzogs bei König Ferdinand II. ausgeführt werden. Wahrscheinlich schon im Oktober 1838 kamen die ersten 17 von 18 Kisten in Karlsruhe an, eine weitere Kiste erst 1839. Die Ankunft der Antiken gilt als Gründungsdatum der Antikensammlung in Karlsruhe. Zu den mit großer Sachkenntnis erworbenen Werken zählen beispielsweise die Unterweltvase sowie ein schwarzfiguriger Kolonettenkrater mit der Darstellung der Flucht des Odysseus aus der Höhle des Polyphem, versteckt unter einem Widder. Insgesamt hatte er mehr als 400 Vasen und Terrakotten aus Griechenland und Unteritalien erworben.
Im Oktober 1838 kehrte auch Maler auf Urlaub nach Karlsruhe zurück und traf noch kurz vor den Antiken ein. Er wurde für seine Arbeit mit dem Ritterkreuz des Ordens vom Zähringer Löwen und einer Einladung zur Mittagstafel der Großherzogs belohnt. Einen Monat bevor er im März 1839 wieder nach Rom zurückkehrte, heiratete er in Karlsruhe. Zurück in Italien versuchte Maler mehrere Jahre sowohl weitere Mittel für Ankäufe von Antiken zu bekommen als auch zum regulären Gesandten ernannt zu werden. Beide Ansinnen scheiterten immer wieder. Die Antikensammlung wollte er nach der Keramik mit den von ihm noch höher geschätzten Bronzen erweitern, was das Ministerium nicht zuletzt aufgrund der hohen Preise ablehnte und die Mittel zurückstellte. Doch erwarb Maler nun eine eigene Antikensammlung, unter anderem aus dem Nachlass des 1843 ermordeten schwedischen Konsuls in Istanbul, Nils Gustaf Palin. Neben einigen Vasen waren Bronzen das zentrale Interesse Malers. Seine Sammlung antiker Rüstungen war schnell bekannt, Friedrich Gottlieb Welcker bezeichnete sie als berühmte Sammlung griechischer Rüstungen. Auch ein etruskisches Thymiaterion gehört zu den sehr bekannten Stücken aus Malers Sammlung. Auslöser für die Abberufung im Jahr 1843 war Malers Gesuch um eine Gehaltserhöhung, da mit den bisherigen Bezügen die mittlerweile zwei Kinder umfassende Familie nicht angemessen versorgt werden konnte. Die Genehmigung zur Ausfuhr der Antikensammlung wurde vom Heiligen Stuhl erteilt. Auf der Rückreise nach Baden starb in Mailand Malers junge Frau. Der Wunsch, zum Direktor der neuen Kunsthalle in Karlsruhe ernannt zu werden, erfüllte sich nicht, doch wurde er zum Major ernannt. Er wurde Gutachter für die Erweiterung der Gipsabgusssammlung sowie für den Ankauf der Sammlung des Bergrats Gustav Schüler aus Jena. Er zog sich nach Baden-Baden zurück, wo seine Sammlung Bestandteil der mondänen Welt der Reichen der Zeit wurde. Erste Verhandlungen mit der Kunsthalle um einen Ankauf wurden 1847 geführt, doch erst als auch der Louvre und andere Sammlungen ernsthafte Angebote abgaben und Maler auch noch 80 Gemälde zumeist italienischer Maler dazugab, wurde der Ankauf im März 1853 für 25.000 Gulden genehmigt. Damit erfuhr die Sammlung die ohnehin von Maler geplante Erweiterung im Bereich der antiken Bronzen. Seinen Ruhestand verbrachte er bis 1860 in Baden-Baden, danach in München. Von seinem Vermögen stiftete er fünf Reisestipendien für die Ausbildung junger Architekten. Seine letzten drei Lebensjahre verbrachte er in Venedig, wo er 1875 starb.